# Pfaffenbach Hartau
Der Pfaffenbach Hartau, volkstümlich die Pfaffenbach ist ein linksseitiger Zufluss der Lausitzer Neiße mit einer Länge von ca. 6 km in Hartau im Landkreis Görlitz.

## Beschreibung
Der Bach entspringt im Zittauer Gebirge östlich der Brandhöhe bei Lückendorf, seine Quelle befindet sich am Abzweig des Stadtweges von der Kammstraße. Auf ihrem Oberlauf, der auf den ersten anderthalb Kilometern nur zu Niederschlagszeiten Wasser führt, fließt die Pfaffenbach mit nordöstlicher Richtung im Wald durch das Tal zwischen dem Zigeunerberg und dem Heideberg. Östlich des Zigeunerberges überquert der Haberkornweg auf dem faulen Brückel bei Binis Hüttl den Bach. Ab den Hölllöchern ist die Pfaffenbach ständig wasserführend. Ihr Lauf führt dann westlich an den ehemaligen Schießständen vorbei durch den Hospitalwald. Südlich von Eichgraben wird der Bach am Einsiedel von der Lückendorfer Straße (Staatsstraße 132) überbrückt. Dort verlässt er das Waldgebiet des Zittauer Gebirges und erreicht das Zittauer Becken.
Sein Mittellauf führt westlich von Neu-Hartau zunächst durch einen mit alten Eichen bestandenen Grund. Südlich der Roten Höhe mündet linksseitig ein, von den Teichen beim Forsthaus Eichgraben kommender namenloser und verrohrter Zufluss ein. Am ehemaligen Hartauer Gemeindeamt durchquert die Pfaffenbach die Ortslage Neu-Hartau und nimmt den Goldbach auf.
Auf ihrem künstlich angelegten Unterlauf fließt die Pfaffenbach mit östlicher Richtung von Neu-Hartau nach Alt-Hartau und nimmt dabei am südlichen Fuß des Tonberges einen weiten Bogen nach Norden. Am südlichen Ortsausgang von Alt-Hartau überquert die Untere Dorfstraße vor den Grenzerhäusern den Bach. Die Pfaffenbach mündet bei Alt-Hartau auf der deutsch-tschechischen Grenze gegenüber dem Christinasee (Kristýna) in die Lausitzer Neiße.

## Besonderheiten
Seit dem Frühmittelalter führte durch das obere Pfaffenbachtal ein Saumpfad nach Böhmen, dessen Benutzung 1361 durch den Wegezwang auf die Gabler Straße verboten wurde. Seit der Mitte des 19. Jahrhunderts wurden an den Hängen des Heideberges und Zigeunerberges mehrere Mühlsteinbrüche betrieben. Im Zuge des vom Lückendorfer Vereins für Kultur- und Tourismusförderung in der Euroregion Neiße e.V. ab 2003 angelegten „Heimatgeschichtlichen Lehrpfads Lückendorf“ wurden die Mühlsteinbrüche im Pfaffenbachtal zugänglich gemacht und Infotafeln aufgestellt. Erhalten sind u. a. die Verladerampe, die Napoleonschmiede und mehrere liegen gebliebene Mühlsteinrohlinge.
Westlich von Neu-Hartau befand sich bis ins 19. Jahrhundert im Pfaffenbachtal eine Kaskade kleinerer Teiche, nach dem Meilenblatt der Schmiedeteich, der Kleine Kramerteich, der Große Kramerteich, der Große Bruderteich, der Rohrteich, der Kleine Bruderteich und der Viebigteich.
Der Unterlauf der Pfaffenbach führte ursprünglich von Neu-Hartau geradewegs nach Osten, wo sich der Bach in dem Teich- und Sumpfgebiet an der Neiße südlich von Alt-Hartau mit der Weißbach vereinigte. Bereits im Mittelalter wurde die Pfaffenbach zum Betrieb einer Wassermühle in Alt-Hartau reguliert und nördlich an den Teichen vorbeigeführt. Zur Verstärkung der Aufschlagwasser der Hartauer Mühle wurde später unterhalb der Lerchenhöhe aus der Weißbach Wasser gefasst und über einen Graben in die Pfaffenbach eingeleitet. Bei der Einmündung des Weißbachgrabens wurde im 19. Jahrhundert südlich der Pfaffenbach eine Ziegelei errichtet. Für den Abbau der Kohlenfelder im unteren Weißbachtal bei Alt-Hartau und Görsdorf (Loučná) wurde die Weißbach zum Ende des 19. Jahrhunderts gänzlich über den Weißbachgraben in die Pfaffenbach eingeleitet. Am 26. Januar 1893 brannte die auf dem Grundstück Untere Dorfstr. 46 gestandene Hartauer Mühle vollständig ab. Für die Aufnahme des Tagebaubetriebs im Abbaufeld des Theodor-Schachtes (südwestlich von Alt-Hartau zwischen heutigem Bachlauf und dem Sportplatz) wurde die Pfaffenbach bis 1906 verlegt und beiderseits um den Tagebau geleitet. Die Kohle wurde bis 1914 mit einer untertägigen Kettenbahn in 38 m Tiefe unter dem Pfaffenbach und der Straße nach Alt-Hartau zum Kronprinz-Friedrich-August-Schacht auf dem Tonberg transportiert und dort ausgefördert. Mit der Aufnahme des neuen Tagebaus östlich von Neu-Hartau im Jahre 1914 ging die Verlegung des Bachlaufes nach Norden einher. Zur Kohleförderung legte der Reichenberger Kohlenbau-Verein eine 650 m lange Kettenbahn an, die die Pfaffenbach und die Obere Dorfstraße in 7 m Tiefe unterquerte und dann auf Holzgerüsten zum Kronprinz-Friedrich-August-Schacht führte. Nach Einstellung des Grubenbetriebs im Jahre 1924 erfolgte der Abbau der Kettenbahn und die Verfüllung der Bachunterquerung. Um 1930 erhielt die Pfaffenbach eine neue Mündung in die Neiße unmittelbar der Grenze zur Tschechoslowakei, die in etwa der alten Weißbachmündung entspricht. Der alte, von der Unteren Dorfstr. 46 kommende unter der Straße hindurch und zwischen den Grundstücken Untere Dorfstr. 37 und 39 zur Neiße führende trockenliegende Pfaffenbachverlauf mit einigen Weiden ist noch gut erkennbar.
Nachdem in den 1930er Jahren mit dem Franz-Schacht bei Görsdorf die letzte Braunkohlenzeche im Weißbachtal aufgelassen worden war, bestand kein Bedarf mehr für die Erhaltung des Weißbachgrabens. Nach dem Zweiten Weltkrieg wurde der Abfluss der Weißbachwasser sich selbst überlassen, so dass die Weißbach bald aus ihrem verwachsenen alten Bett austrat und im sumpfigen Bruchgelände der Görsdorfer Braunkohlengruben versickert. Der untere Abschnitt des Weißbachgrabens wurde in der zweiten Hälfte des 20. Jahrhunderts verrohrt und mit einem Weg überbaut.